# Henri Toivomäki
Henri Toivomäki (Mäntsälä, 21 febbraio 1991) è un ex calciatore finlandese, di ruolo difensore.

## Caratteristiche tecniche
Difensore talentuoso e forte fisicamente, può ricoprire indistintamente sia il ruolo di centrale che di terzino destro. È considerato uno dei migliori giovani del calcio scandinavo.

## Carriera

### Club
Cresce calcisticamente nelle giovanili del Lahti, società militante in Veikkausliiga, massima serie finlandese. Nel 2008 firma un contratto biennale, in scadenza il 31 dicembre 2010, valido per la prima squadra, con la prima squadra colleziona 39 presenze in due stagioni.
Il 2 luglio 2009 debutta in Europa League, disputando da titolare l'incontro vinto per 4-1 contro gli albanesi della Dinamo Tirana.
Dal 17 ottobre 2009, giorno in cui è terminata la stagione agonistica finlandese, svolge provini due per importanti squadre europee: in dicembre presso il Lens e dall'11 al 17 gennaio presso l'Inter.
Il 1º febbraio 2010 si trasferisce all'Atalanta, con la formula del prestito con diritto di riscatto. Viene subito aggregato alla squadra Primavera, con cui ha disputato il Torneo di Viareggio.
Nell'estate 2010 la società bergamasca decide di non confermarlo, così che lui fa ritorno al Lahti. Nel corso della sessione invernale del calciomercato della stessa stagione, viene acquistato dall'Ajax, che lo tessera con un contratto di due anni e mezzo. 
Il 15 maggio vince l'Eredivisie nello scontro diretto vinto per 3-1 contro il Twente.

### Nazionale
Ha vestito la maglia delle rappresentative giovanili della sua nazione sia nella categoria Under-18, che nell'Under-19.
Il suo debutto con la Nazionale di calcio della Finlandia Under-21 avviene il 7 settembre 2010 nella partita contro il Liechtenstein.

## Statistiche

### Presenze e reti nei club
Statistiche aggiornate al 20 aprile 2013.
| Stagione        | Squadra         | Campionato      | Campionato | Campionato | Coppa nazionale | Coppa nazionale | Coppa nazionale | Coppe europee | Coppe europee | Coppe europee | Totale | Totale |
| Stagione        | Squadra         | Comp            | Pres       | Reti       | Comp            | Pres            | Reti            | Comp          | Pres          | Reti          | Pres   | Reti   |
| --------------- | --------------- | --------------- | ---------- | ---------- | --------------- | --------------- | --------------- | ------------- | ------------- | ------------- | ------ | ------ |
| 2008            | Lahti           | V               | 15         | 0          | CF+CLF          | -               | -               | -             | -             | -             | 15     | 0      |
| 2009            | Lahti           | V               | 24         | 0          | CF+CLF          | -               | -               | EL            | 6             | 0             | 30     | 0      |
| 2009-2010       | Atalanta        | A               | 0          | 0          |                 | -               | -               | -             | -             | -             | 0      | 0      |
| 2010            | Lahti           | V               | 9          | 0          | CF+CLF          | -               | -               |               | 0             | 0             | 9      | 0      |
| 2010-2011       | Ajax            | A               | 0          | 0          |                 | -               | -               | -             | -             | -             | 0      | 0      |
| Totale carriera | Totale carriera | Totale carriera | 48         | 0          |                 | ?               | ?               |               | 6             | 0             | 54+    | 0+     |